# Jelle Amersfoort
Jelle Amersfoort (Warnsveld, 16 oktober 1980) is een Nederlandse stemacteur, musicus, componist en televisiepresentator.

## Biografie
Hij was leerling bij het Isendoorn College en daarna werd hij student aan de Koningstheaterakademie voor kleinkunst en won verschillende prijzen, waaronder de NCRV Volgspot Open Podiumprijs.
Amersfoort stond driemaal in de single top 100 met "Goedemorgen" (22e positie) "Als ze lacht" (32e positie) en "Prinses van Paradiso" (32e positie) allen verschenen in februari 2011 op het album Astronaut. Eerder bracht hij de cd Thuis en de ep Verkocht aan haar uit, dat in eigen beheer werd gedaan door Burdorf Records. Samen met zijn band staat hij al sinds 2014 elke zomer in de Efteling, met het "Meezingfestijn met Jelle".
Als presentator is hij actief voor het, eerst door Jetix en later door Disney Channel uitgezonden, programma Bamboeclub, in opdracht van het Wereld Natuur Fonds. Verder presenteert Amersfoort op Omroep Brabant (o.a. YouBC en BV Brabant en vanaf 2013 Op een dag, opgenomen in de Efteling), op Omroep Gelderland (het cultuurprogramma GENIET) en presenteerde hij de serie Slag Om Loevestein voor Omroep Brabant, Omroep Gelderland en RTV Utrecht.
Als stemacteur is Amersfoort onder meer te horen in de series "Bob de Bouwer" als Bob, in de populaire Netflix-serie "Dinotrux" als TY, in "Chi Rho - het geheim" (uitgezonden door de EO), Kung Fu Panda en in de dagelijkse peuterserie Waybuloo als verteller. Ook spreekt hij de stem in van Officier Benjamin Clawhauser in Zootropolis. Daarnaast is hij in talloze commercials, bedrijfsfilms en andere AV-producties te horen als voice-over, o.a. voor de consumentenbond, Wagner pizza en Witte Reus. Hij spreekt ook audioboeken in. Bijvoorbeeld van Stephen King en Andrzej Sapkowski.
Jelle Amersfoort was van 2010 tot 2013 ambassadeur van het Wereld Natuur Fonds.
Van 2013 tot en met 2019 speelde Amersfoort samen met zijn band elke zomer op het Negen Pleinen Festijn in De Efteling, waar hij het "Meezingfestijn met Jelle en de Rode Neuzen" bracht op het Carnavalfestivalplein.
Tegenwoordig is Jelle voornamelijk als stemacteur en werkzaam en geeft kinderpopconcerten en -theater.

## Discografie
| Titel                | Jaar | Hoogste notering | Platenmaatschappij |
| -------------------- | ---- | ---------------- | ------------------ |
| Goedemorgen          | 2008 | 22               | Visco              |
| Als ze lacht         | 2009 | 32               | Visco              |
| Prinses van Paradiso | 2010 | 32               | Visco              |
| Astronaut (album)    | 2011 |                  | Visco              |

## Televisie
- Bamboeclub, Jetix
- You BC, Omroep Brabant
- Slag om loevestein, Omroep Brabant, Omroep Gelderland, RTV Utrecht
- Geniet, Omroep Gelderland
- BV Brabant, Omroep Brabant
- Bosch Diner, TV73
- Op een dag, Omroep Brabant
- Komt een Aap bij de dokter, Omroep Brabant en AVROTROS

## Theater
- Kinderpopconcert - Theatertour I 2015-2016
- Kinderpopconcert - Theatertour II 2016-2017
- Kinderpopconcert - Theatertour III 2017-2018
- Kinderpopconcert - Theatertour IV 2018-2019
- Kinderpopconcert - Theatertour V 2019-2020
- Kinderpopconcert - Theatertour VI 2021-2022
- Kinderpopconcert - Theatertour VII 2022 - 2023

## Nasynchronisatie
- Het geheim van NIMH - stem van Jeremy
- Kung Fu Panda de serie (Nickelodeon 2012) - stem van Mantis
- Chi-Rho, het geheim (EO 2012) - stem van Jezus Christus
- Waybuloo (Z@ppelin 2012) - stem van verteller
- Phil of the future (Disney Channel 2011) - stem van Lloyd
- Dinosaur King (Disney XD 2011) - stem van Zander
- Mirror Mirror (bioscoopfilm 2012) - stem van Wolf
- De pinguïns van Madagascar (Nickelodeon) - stem van Dode
- Garfield (Nickelodeon) - stem van Lyman
- That's so Cupid (film) - stem van vader
- iCarly (Nickelodeon) - verschillende rollen
- Casper, een geestig begin (film) - stem van vader
- Kickin'it (serie Disney XD) - verschillende rollen
- I'm in the band (serie Disney XD) - verschillende rollen
- Chuggington (serie Disney) - stem van boer
- Fish-Hooks (serie Disney XD) - verschillende rollen
- Rated A for Awesome (serie Disney XD) - verschillende rollen
- Heksje Lilly (bioscoopfilm) - verschillende rollen
- Airbud (film) - stem van Buck
- Airbud 3 (film) - stem van Webster
- Garfield (serie) - stem van Biff
- Leonardo (Contraptus)(serie) - stem van Soldaat en Buurman
- Lotte en de Maansteen (film) - stem van Rihv
- My babysitter's a Vampire (serie) - stem van Ross
- Deadly 60 (serie, Z@PP) - verschillende rollen
- Drake & Josh (serie, Nickelodeon) - verschillende rollen
- Disney Tryathlon (serie, Disney Channel) - stem van Kevin Love
- Hot wheels (serie, Disney XD) - stem van AJ Dalton
- Slugterra (serie, Disney XD) - stem van Will Shane
- Mr. Young (serie, Disney XD) - stem van Mr. Lewis
- Randy Cunningham (serie, Disney) - Coach Green
- Chloe's closet (serie, RTL) - Trein
- Cloe's closet (serie, RTL) - Haai
- Yakari (serie) - Kijkt vooruit (vader van Yakari)
- Garfield (serie) - Rat
- Rocket Monkeys (serie, Disney) - Space Dave
- Dude, that's my ghost (serie, Disney) - Geert Glad
- Drake & Josh (serie, Nickelodeon) - Nick Mateo
- H2o (serie, Nickelodeon) - Eddie
- Doeners (serie, Cartoon Network) - Professor Gimbal
- Totally Spies (serie, Disney XD) - Blaine
- Groove High (serie, Nickelodeon) - Johnny Fontein
- Groove High (serie, Nickelodeon) - Max
- Groove High (serie, Nickelodeon) - Nick
- Lab Rats (serie, Disney XD) - Douglas
- Power Rangers (serie, Nickelodeon) - Robo Knight
- Uncle Grandpa (serie, Cartoon Network) - Mr. Guus
- Chugginton, serie (RTL, Telekids) - Jeremy (jackman)
- Wanders Wereld, serie (Disney XD) - Lex Lichtflits
- Chica Vampiro, serie (Nickelodeon) - Walescu
- Tip de Muis, serie (Zappelin) - Vader
- PAN, bioscoopfilm - James Hook
- Wanda en de Alien - Vader
- Robocar Poli, serie (RTL, Telekids) - Roy
- Bob de Bouwer, serie (NPO) - Bob de Bouwer
- Zootropolis, film - stem van Benjamin Clawhauser
- Zootropolis+, serie (Disney+) - stem van Benjamin Clawhauser
- Encanto, film - stem van Agustin Madrigal
- Lightyear, film - stem van ERIC / DERICK & Zyclops
- Dinotrux, serie - Ty
- Lego Marvel Super Heroes: Avengers Reassembled - Ant-Man
- Avengers Assemble - Ant-Man
- Ultimate Spider-Man - Ant-Man
- What If...? - Scott Lang
- Disney Infinity 3.0 - Han Solo
- The SpongeBob Movie: Sponge Out of Water - Zeemeeuw
- The Boss Baby, (Film, dreamworks) - vader
- Hoera voor hukkie (Jim Jam) - Goudspriet
- Early Man (Film, aardman) - Lord Nooth
- Nijntje (Serie, NPO) - Oom Vliegenier
- Stretch Armstrong (serie, Netflix) - Jonathan Rook
- Ducktales (2017) - Turbo McKwek
- Amphibia - Zomp
- Bob de Bouwer en de Mega Machines (film) - Bob de Bouwer
- Super 4 (serie, RTL) - Brute Brock
- Incredibles 2 - Burgemeester
- Brandweerman Sam komt in Actie! (film) - Flex Dexter
- Star Wars: The Clone Wars (2020) - Darth Maul
- Penn Zero: Part-Time Hero - Boone
- Shadowhunters: The Mortal Instruments - stem van Hodge Starkweather, regisseur Nederlandse versie (seizoen 2 en 3)
- De Notenkraak 2: Van Nature Notig - stem Surley
- Het Huis van de Uil - Wachter Wrath
- F1 2021 - Casper Akkerman
- Lyle, Lyle, Crocodile - Mister Primm
- Cassagrandes - El Falcon
- Star Wars: Visions - Ronin, Wedge Antilles, Commandant
- Spider-Man: Across the Spider-Verse - Miguel O'Hara / Spider-Man 2099
- Beyblade X - Suzaki
- Lilo & Stitch - Dr. Jumba Jookiba